# Formica beijingensis
Formica beijingensis é uma espécie de formiga do gênero Formica, pertencente à subfamília Formicinae.